# Niemica (rzeka)
Niemica – rzeka w północno-zachodniej Polsce, w woj. zachodniopomorskim, w powiecie kamieńskim, o długości 27 km, płynąca przez Równinę Gryficką. 
Całkowita powierzchnia zlewni rzeki Niemicy wynosi 112,6 km².

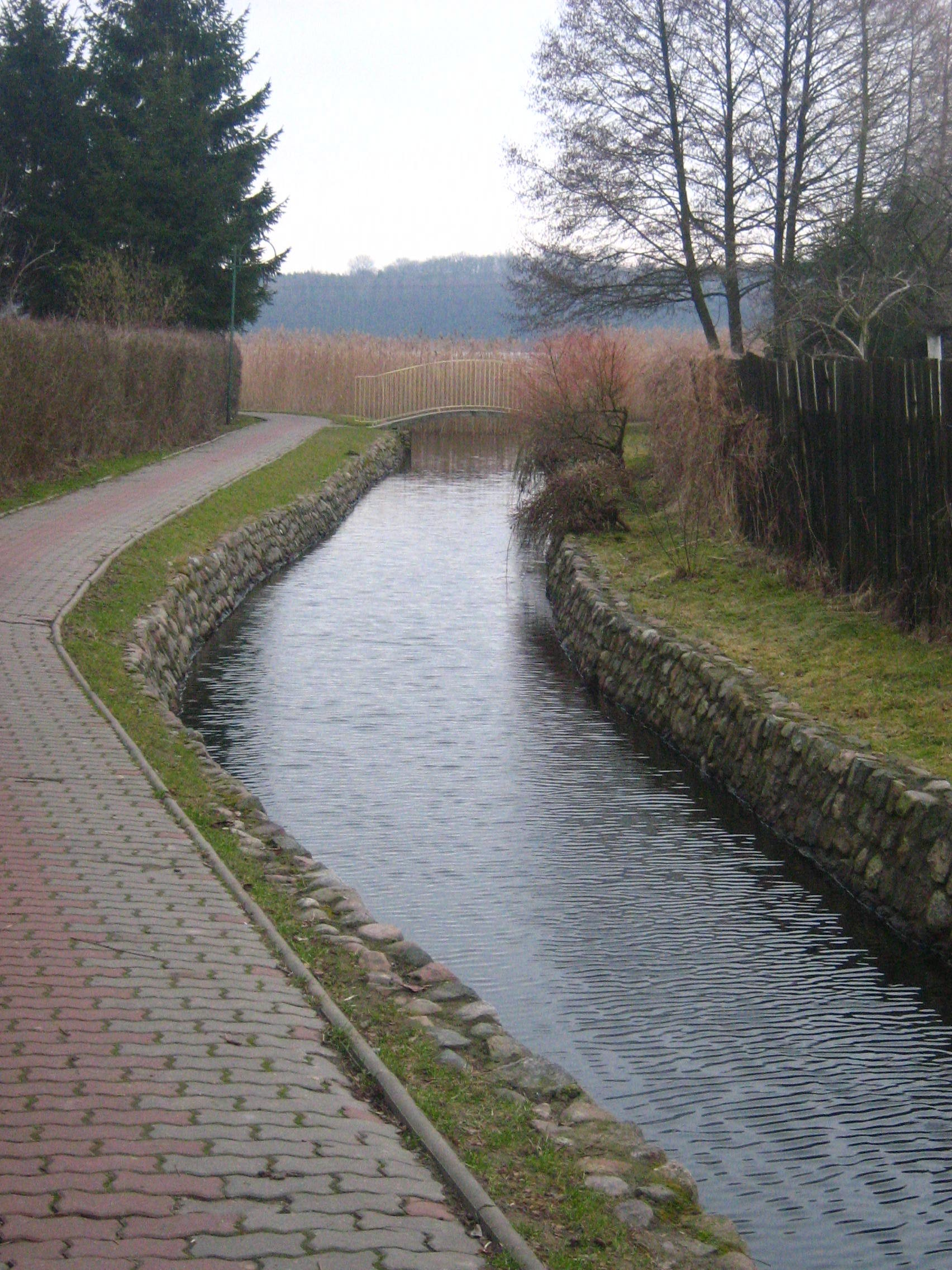
Niemica w Golczewie. Tuż za mostkiem jest Jezioro Szczucze

Źródło Niemicy znajduje się na południe od Jeziora Żabiego (zbiornik jednak w innej zlewni), przy linii kolejowej nr 420. Początkowo płynie w kierunku południowo-zachodnim do Jeziora Szczuczego, przy którym uchodzi do przyległych stawów rybnych przy południowo-wschodnim brzegu. Wypływa z Jeziora Szczuczego od północnego brzegu i po ok. 250 m wpada do Jeziora Okoniego. Następnie Niemica wypływa z północno-wschodniego brzegu Jeziora Okoniego i biegnie w kierunku północno-zachodnim na wschód od wsi Niemica, dalej na północ przez wieś Szumiąca i w kierunku północno-zachodnim. Płynąc w swym końcowym odcinku po Wybrzeżu Trzebiatowskim wpada do rzeki Świniec, na zachód od wsi Grabowo koło Kamienia Pomorskiego. Świniec płynie w kierunku zachodnim, gdzie wpada Zalewu Kamieńskiego.
Według danych regionalnego zarządu gospodarki wodnej dominującymi gatunkami ryb w wodach Niemicy są płoć i okoń europejski. Pozostałymi gatunkami ryb występującymi w rzece są: lin, szczupak pospolity, miętus pospolity, ukleja, wzdręga, krąp, kiełb krótkowąsy.
Na prawym brzegu rzeki Niemicy, przy drodze prowadzącej do Benic w 1958 roku odkryto osadę z młodszej epoki brązu lub wczesnego żelaza kultury łużyckiej.
Rzeka jest odbiornikiem wód z oczyszczalni mechaniczno-biologicznej w Kamieniu Pomorskim o przepustowości wynoszącej 8057 m³/dobę.
W 2008 r. przeprowadzono badania jakości wód Niemicy w punkcie ujścia do Świńca. W ich wyniku oceniono elementy fizykochemiczne poniżej stanu dobrego, elementy biologiczne określono na I klasy, a stan ekologiczny na umiarkowany. W ogólnej dwustopniowej ocenie stwierdzono zły stan wód Niemicy.
Nazwę Niemica wprowadzono urzędowo w 1948 roku, zastępując poprzednią niemiecką nazwę rzeki – Niemitz Bach.